# キム・ジニョン
キム・ジニョン（朝鮮語: 김진영、2003年2月13日 - ）は、韓国の女優｡
映画『スリーピング』、『あなたには渡さない』、『ファミリー・アフェア』、『ガール・マルスク』などに出演。2022年のNetflixシリーズ『今、私たちの学校は…』のキム・ジミン役で最もよく知られる。

## 幼少期と教育
九里に生まれる。韓国芸術総合学校出身。2016年に映画『スリーピング』で女優デビューし、スノーボール・エンターテインメントに所属。

## 経歴
デビュー後に、映画『ファミリー・アフェア』にギュリム役で出演し、チャン・ヘジ、イ・サンヒらと共演。この映画は第24回釜山国際映画祭でプレミア上映され、彼女の演技が高く評価された。同年、映画『責任はあなたにない』にヒョンジョン役で出演し、ユン・チャニョン、ソン・サンヨン、キム・ミンジュらと共演、全州国際映画祭でプレミア上映された。
2020年、ソン・サンヨンとホッピポラの『That's It』のミュージックビデオに出演。2022年、Netflixシリーズ『今、私たちの学校は…』にキム・ジミン役で出演した。